# Мэй-Трейнор, Мисти
Мисти Мэй-Трейнор (англ. Misty May-Treanor, род. 30 июля 1977 года, Санта-Моника, Калифорния, США) — американская волейболистка, трёхкратная олимпийская чемпионка (2004, 2008 и 2012) по пляжному волейболу (вместе с Керри Уолш). Трёхкратная чемпионка мира (2003, 2005, 2007). Вторая американская волейболистка, заработавшая более миллиона долларов за карьеру. Рекордсменка по количеству выигранных турниров.

## Биография
Мисти Мэй родилась в Санта-Монике. Оба родителя волейболисты — отец был членом олимпийской сборной США 1968 года. Мисти училась в Newport Harbor High School. Мисти росла вместе с двумя братьями Брэком и Скотом. Мисти — двоюродная сестра профессионального теннисиста Тейлора Дента.
Мисти Мэй окончила Университет штата Калифорния в Лонг-Бич со степенью бакалавра по кинезиологии. В 1998 Мисти вместе с командой побеждает в национальном чемпионате не потерпев ни одного поражения и признается Атлетом года. Мисти три раза выбиралась в первую команду (1996—1998).
После окончания университета Мисти Мэй начинает заниматься профессиональным пляжным волейболом. Она принимает участие в национальных и международных турнирах. В 2000 году принимает участие в Олимпиаде в Сиднее, где занимает вместе с Холли Мак-Пик 5 место.
В 2000 году после Олимпийских игр Мисти приглашает в партнёры одну из лучших игроков классического волейбола — Кэрри Уолш — члена Олимпийской сборной США по волейболу. Их становление как команды происходит довольно быстро — уже в 2002 они становятся чемпионами FIVB протура, а в 2003 году в Рио-де-Жанейро, Бразилия становятся чемпионами мира. Вместе с Кэрри Уолш имеет одну из самых впечатляющих победных серий в профессиональном спорте — 89 побед в сезонах 2003-04 в американском протуре и на международных турнирах.
В 2004 году Мисти опять член Олимпийской сборной США, но теперь в команде с Кэрри Уолш. Победное шествие продолжается — вместе с Кэрри Уолш они завоевывают золотую олимпийскую медаль в Афинах 2004. В 2005 году в Берлине пара подтверждает свою гегемонию в женском пляжном волейболе, становясь двукратными чемпионами мира. В 2006 году пара Кэрри Уолш — Мисти Мэй продолжила победное шествие по американскому протуру AVP: пара играла во всех финалах сезона, одержав победу в 14 из 16. Мисти вторая (после Холли Мак-Пик) среди американских волейболисток преодолела рубеж в миллион за карьеру. Она является одной из лучших профессиональных игроков пляжного волейбола. Мисти Мэй дважды (2005, 2006) признается самым полезным игроком американского профессионального тура AVP. В мае 2007 Мисти бьет рекорд её бывшей партнерши Холли Мак-Пик одержав победу в 73-м турнире за свою карьеру.
В 2007 пара побила свой же рекорд, выиграв 13 турниров AVP за сезон. В туре FIVB арене Кэрри и Мисти выиграли 7 турниров из 8, победив в 6 турнирах подряд. В итоге пара одержала победу в 20 из 23 турниров, закончив год с результатом 129-4.

## Личная жизнь
С 13 ноября 2004 года Мисти замужем за бейсбольным кэтчером Мэттом Трейнором, с которым она встречалась 10 месяцев до их свадьбы. У супругов есть три дочери: Малия Барбара Трейнор (род. 3 июня 2014) и близнецы Меле Элизарин Трейнор и Мия Каноелани Трейнор (род. 9 ноября 2017).
Мисти живёт на два дома: в Лонг-Бич, Калифорния и в Корал-Спрингс, Флорида. Во время межсезонья Мисти работает помощником тренера в колледже. Мисти является рекламным агентом таких торговых марок, как: Nautica, Mikasa, Oakley, Advanced Medical Optics.

## Избранная фильмография
| Год  |   | Русское название             | Оригинальное название    | Роль              |
| ---- | - | ---------------------------- | ------------------------ | ----------------- |
| 2009 | с | Волшебники из Вэйверли Плэйс | Wizards of Waverly Place | в роли самой себя |

## Награды
- Олимпийская чемпионка 2004, 2008, 2012
- Чемпион Мира 2003, 2005, 2007
- AVP Лучший защитный игрок 2006
- AVP Лучший нападающий игрок 2004, 2005, 2006
- AVP Crocs Cup чемпион 2006
- AVP Самый полезный игрок 2005, 2006
- AVP Команда года 2003, 2004, 2005, 2006
- BVA Новичок года 2000
- FIVB Лучший нападающий игрок 2005
- FIVB Best Setter 2005
- FIVB Most Outstanding 2005
- FIVB Чемпион тура 2002